# Trichospermum smithii
Trichospermum smithii är en malvaväxtart som beskrevs av Kostermans. Trichospermum smithii ingår i släktet Trichospermum och familjen malvaväxter. Inga underarter finns listade i Catalogue of Life.